# Francisco de Becerra
Francisco de Becerra (Medellín, Extremadura, España, años 1510-Brasil, años 1550) fue un noble español, que sirvió como capitán en el ejército español, durante la conquista del Nuevo Mundo.

## Biografía
Nacido en Extremadura en la década de 1510, Becerra fue comandante del bergantín que trajo a Mencía Calderón en 1550. En ese viaje Becerra estuvo acompañado por su esposa Isabel, hija de Álvaro Contreras y Carvajal. Perdió la vida en el mismo viaje, debido a un naufragio en Mbiazá, Brasil. Su esposa e hijos lograron salvar sus vidas.